# Allan Vegenfeldt
Allan Vegenfeldt (født 22. august 1964 i Rendsborg) er en dansk sanger og musiker, der er bedst kendt for at være forsanger i The Sandmen fra 1985 til 1995 og igen fra bandets gendannelse i 2003.[kilde mangler]
Efter tiden i Sandmen kom han med i rock/technogruppen Nerve, men valgte efter kort tid at blive murerarbejdsmand. I 2001 udgav han et soloalbum. I 2004 sang han sangen "Jukebox" på Bent Fabricius-Bjerres album af samme navn, som han udgav under navnet Bent Fabric. Sangen fik succes på diskotekerne i USA, hvor den gik ind som #7 på dance-hitlisten i 2006. I 2006 indsang han desuden duetten "Over Vesterbros Torv" med Michael Falch på hans album Falder du nu fra samme år.

## Diskografi
- Free Your Mind (2001)

### Gæsteoptræden
- 2004 "Jukebox" med Bent Fabricius-Bjerre
- 2006 "Over Vesterbros Torv" med Michael Falch

## Filmografi
- Charlie Butterfly (2002)